# 阿倍野ちゃこ
阿倍野 ちゃこ（あべの ちゃこ）は、日本の漫画家。小説挿絵やゲーム原画も手がけている。同人サークル『カッパくりえいと』（男性向・実質活動休止中）および『HAKKA PINK』（女性向）で活動している。天王寺きつねのアシスタントをしており、『in white』のコミカライズの際に多忙であった天王寺にかわり執筆したことでデビューした。

## 作品

### 漫画
- in white ピュアストーリー（原作：天王寺きつね、角川書店『エース桃組』連載、アダルトゲーム『in white』のコミカライズ）
- 天原魔法骨董店
- クロム・ブレイカー（角川書店『ビーンズエース』連載）
- sola（原案：久弥直樹、キャラクター原案：七尾奈留、メディアワークス『月刊コミック電撃大王』連載、同名アニメ作品のコミカライズ）
- ようこそ。若葉荘へ（芳文社『まんがタイムきららMAX』連載）
- 舞-乙HiME zwei（原作：矢立肇、秋田書店『チャンピオンRED』連載、同名OVA作品のコミカライズ）
- WHITE ALBUM（原作：AQUAPLUS、メディアワークス『月刊コミック電撃大王』連載、同名ゲーム作品のコミカライズ）
- ダンタリアンの書架（原作：三雲岳斗、角川書店『月刊少年エース』連載、同名小説作品のコミカライズ）
- A+B -エンジェル+ブラッド-（角川書店『月刊Asuka』連載）
- DRAW 魔女の眠る海で（原作：奥瀬サキ、秋田書店『ヤングチャンピオン烈』連載）
- エスカ&ロジーのアトリエ 〜黄昏の空の錬金術士〜（原作：ガスト、アスキー・メディアワークス『電撃マオウ』連載、同名ゲーム作品のコミカライズ）
- ゲート featuring The Starry Heavens（原作：柳内たくみ、アルファポリス『アルファポリス 電網浮遊都市』連載、同名小説の外伝漫画）
- トリニティセブン リーゼクロニクル（原作：サイトウケンジ、KADOKAWA『月刊ドラゴンエイジ』連載中、『トリニティセブン 7人の魔書使い』の外伝漫画）
- ワルキューレのキコ（原作：天王寺キツネ、秋田書店『ヤングチャンピオン烈』連載）
- ここは俺に任せて先に行けと言ってから10年がたったら伝説になっていた。（原作：えぞぎんぎつね、コンテ構成：天王寺きつね、スクウェア・エニックス『マンガUP!』連載中）

### 挿絵
- 甘い契約 王子は愛で絡めとる（著者：市瀬美咲、イースト・プレス〈アズ・ノベルズ〉刊、2011年5月1日発売）
- 転生して田舎でスローライフをおくりたい（著者：錬金王、宝島社刊、2017年2月10日 - 発売）
- 弱小貴族の異世界奮闘記 〜うちの領地が大貴族に囲まれてて大変なんです！〜（著者：kitatu、ツギクル〈ツギクルブックス〉刊、2018年4月10日 - 2019年8月10日発売）
- どうでもいいから帰らせてくれ（著者：灰猫陽路、ホビージャパン〈HJノベルス〉刊、2018年4月21日 - 2022年3月19日発売）
- 最速無双のB級魔法使い 一発撃たれる前に千発撃ち返す！（著者：CK、KADOKAWA〈カドカワBOOKS〉刊、2019年9月10日 - 発売）
- 転生したら宿屋の息子でした 田舎街でのんびりスローライフをおくろう（著者：錬金王、宝島社刊、2019年9月13日発売）
- 役立たずと言われたので、わたしの家は独立します! 〜伝説の竜を目覚めさせたら、なぜか最強の国になっていました〜（著者：遠野九重、KADOKAWA〈カドカワBOOKS〉刊、2021年1月9日 - 2023年9月08日発売）
- JC紫式部（著者：石崎洋司、講談社〈青い鳥文庫〉刊、2024年2月7日 - 2025年3月12日発売）
- 転生して田舎でもふもふとスローライフをおくりたい（著者：錬金王、宝島社刊、2024年9月17日 - 発売）

### ゲーム
- 御魂のゆき（LiFox、2005年8月25日発売）